# Villa Björkholmen

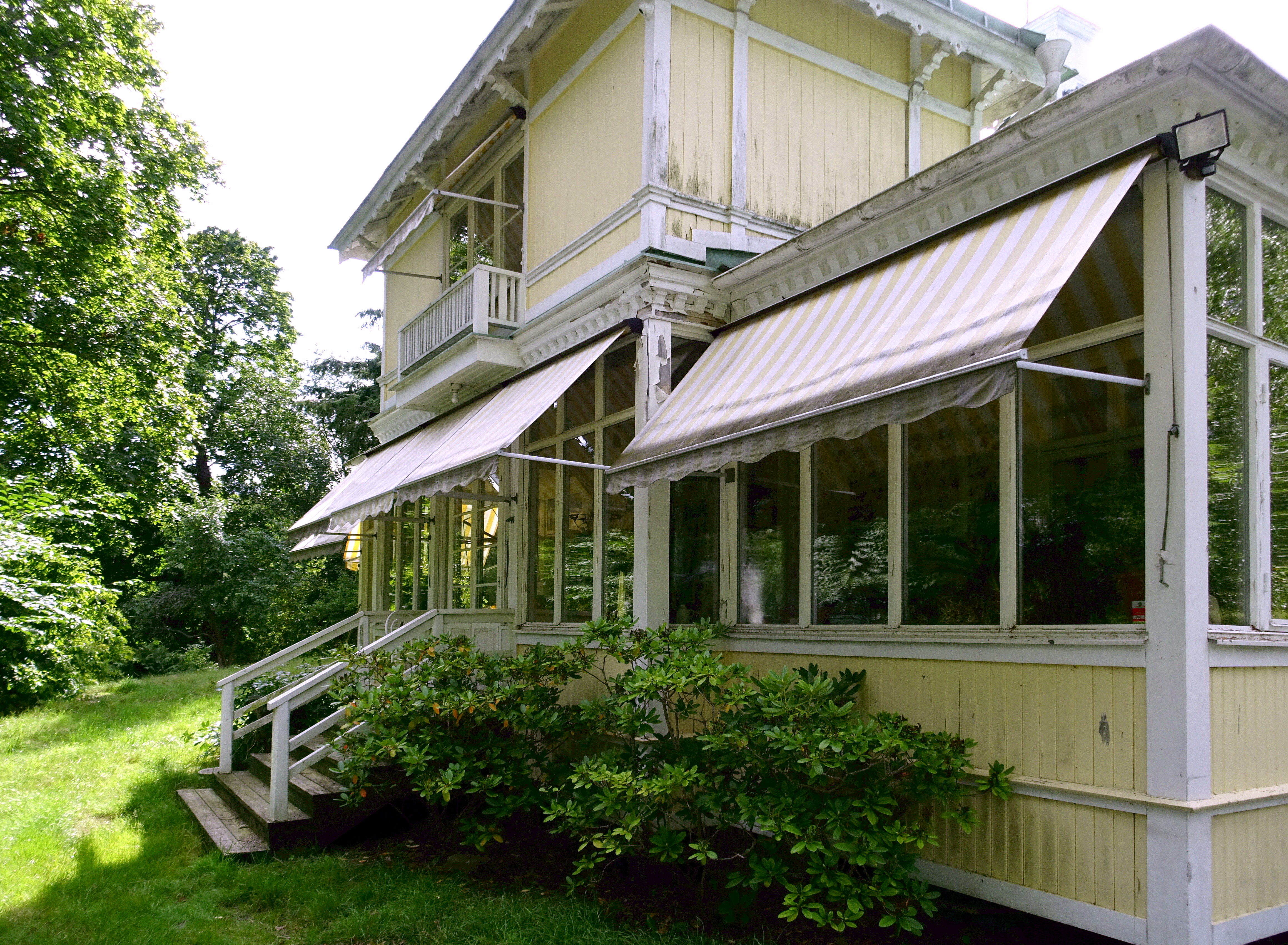
Villa Björkholmen, augusti 2021.

Villa Björkholmen ligger vid Ekholmsnäsvägen 100 i kommundelen Ekholmsnäs i Lidingö kommun, Stockholms län. Villa hör till Lidingös äldsta bevarade sommarvillor.

## Beskrivning

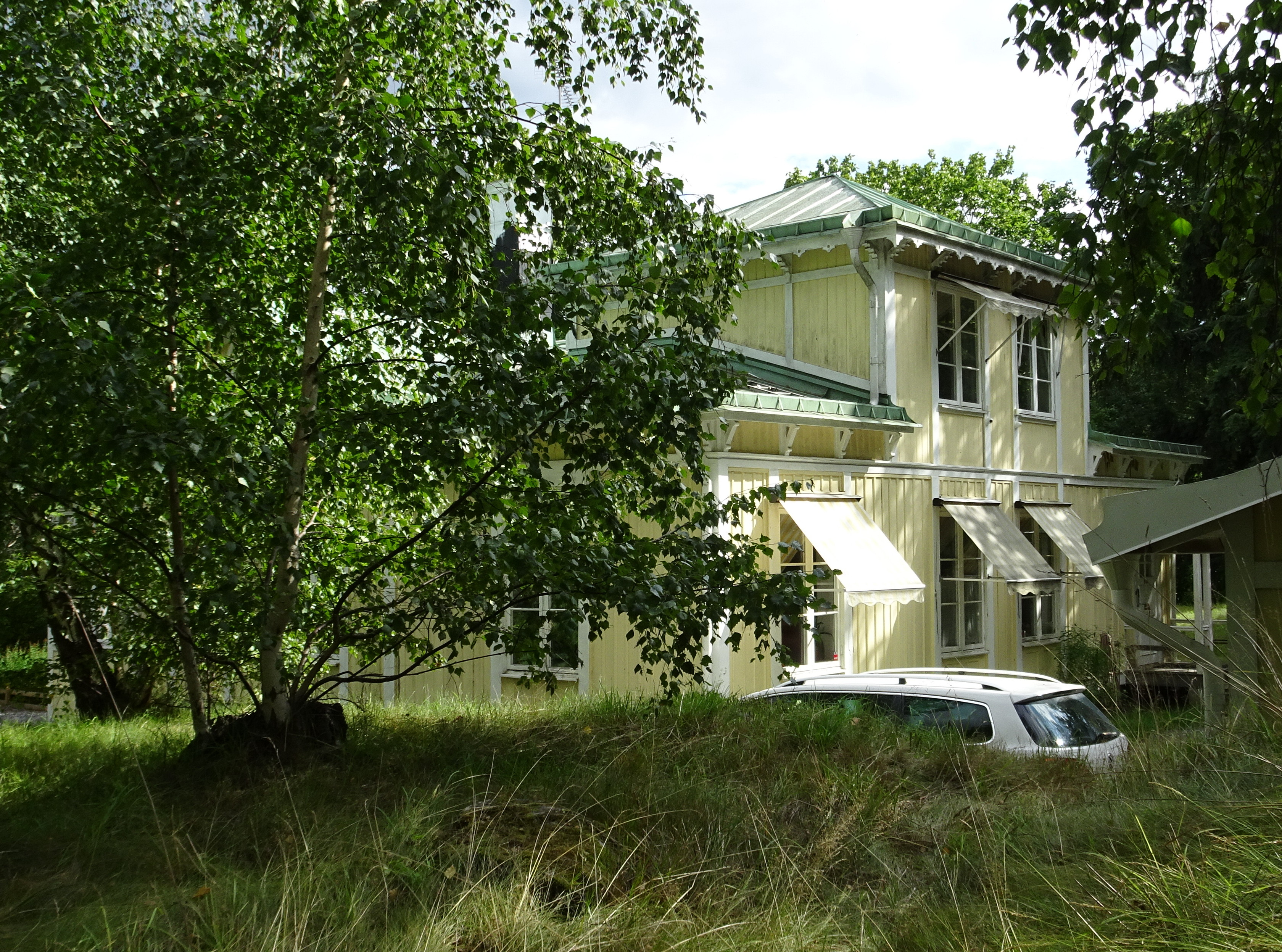
Villans fasad mot väster.

Villa Björkholmen ligger på Björkholmen, en halvö mellan Ekholmsnässjön och Hustegafjärden. Det var halvön som gav villan dess namn. Villan har kubiska former bestående av olika volymer i en och två våningar, där den västra täcks av ett plåttäckt pyramidtak.  Byggnaden är klädd av stående panel med inslag av lövsågerier. Villan uppfördes på 1860-talets mitt och tillhör därmed Lidingös äldsta sommarvillor, alltså villor som i regel enbart beboddes sommartid av välbärgade stockholmare.  
Under 1900-talets första decennier och fram till 1940 drevs här Björkholmens sommarpensionat. Till verksamheten hörde även grannvillan vid Ekholmsnäsvägen 98 och ytterligare två byggnader som är rivna. Idag inrymmer byggnaden Stockholms smärtklinik.